# Ugo di Fouilloy
Ugo di Fouilloy, anche conosciuto come Hugues de Fouilloy o Hugone de Folieto (Fouilloy, 1096 – Saint-Laurent-au-Bois, 7 settembre 1172/1174), è stato un canonico regolare di S.Agostino, priore, teologo e riformatore del XII sec. vissuto per tutta la sua vita in Piccardia, nell’area di Corbie. Considerato per lungo tempo come l’autore più sconosciuto di cui ci è pervenuto il nome, molte sue opere ci sono giunte sotto il nome di Ugo di San Vittore. Fra i suoi testi più conosciuti e diffusi ricordiamo il De claustro animae, un trattato teologico che presenta una lettura allegorica dell’ambiente claustrale, e il De avibus, un bestiario dedicato agli uccelli.

## Biografia
Ugo nasce a Fouilloy, un sobborgo di Corbie nei pressi di Amiens, fra il 1096 e il 1111 da una nobile famiglia che aveva ricevuto in feudo dall’abbazia benedettina di Corbie i territori di Fouilloy. Presso questa stessa abbazia Ugo intraprende probabilmente i suoi studi canonicali e intorno al 1120 entra nel monastero agostiniano di Saint-Laurent-au-Bois. Il monastero, da quello che lo stesso Ugo ci racconta nel registro dell’abbazia, soffriva a quei tempi la mancanza di monaci a causa della rigidità della regola in fatto di povertà e rigore religioso; sono quindi censiti tre soli conversi e sette canonici.
Ugo per il suo ascetismo e il suo fervore religioso inizia ad acquisire fama tanto da diventare braccio destro del priore Olry, già fondatore del monastero stesso. Tutto ciò portò a un aumento significativo dei monaci che furono costretti a fondare una nuova filiazione a Saint-Nicolas-de-Régny. Nel 1132 Ugo ne diverrà priore.
Intorno agli anni 1149/50 venne nominato abate dai canonici regolari di Saint-Denis, presso Reims, ma è costretto a rifiutare la carica dopo aver condannato aspramente la ricchezza e la lascivia nelle quali questa fondazione era caduta. In legame a questa sua decisione si colloca anche la stesura della sua opera più famosa, il De claustro animae che aveva appunto l’obiettivo di redarguire i monaci dallo scegliere la via del peccato e di abbracciare completamente la vita claustrale. Nel 1152 succedette infine a Olry come priore di Saint-Laurent. Questa sua opera di riformatore, che forse andava oltre le istanze locali per inserirsi nell’ambito generale di riforma della Chiesa e del monachesimo, fu forse ispirata dalla frequentazione con Bernardo di Chiaravalle da cui eredita anche una certa insofferenza per l’abuso di sculture e immagini sacre all’interno dei luoghi di culto.
A Saint-Laurent Ugo rimase fino alla morte sopravvenuta fra il 1172 e il 1174. Un’iscrizione risalente alla fine del XII sec. ci segnala infatti la morte del priore un 7 di settembre senza però specificare l’anno; in altri documenti vediamo citato il suo successore nel 1174 mentre Ugo viene nominato per l’ultima volta nel 1173.
Le vicende successive di Saint-Laurent-au-Bois portarono a un suo accorpamento all’abbazia di Corbie. Tutto ciò contribuì a far dimenticare il nome di Ugo che rimase sconosciuto almeno fino al XVIII sec. Tuttavia, le sue opere ebbero una discreta diffusione in tutta Europa, fatto a cui contribuì l’attribuzione della paternità al ben più noto Ugo di San Vittore se non per qualche sporadico manoscritto. Una pratica di questo tipo era abbastanza comune nel Medioevo e aveva la funzione di dare maggiore autorità a uno scritto composto da personaggi meno conosciuti; il tutto può essere anche effetto di un semplice errore di attribuzione aiutato dall’omonimia. Secondo altre ipotesi l’autore, per modestia e consapevole dalla non eccelsa qualità letteraria dei suoi scritti, decise lui stesso di rimanere nell’anonimato.
La vita di Ugo per molto tempo è stata considerata misteriosa e fino alla sua riscoperta in tempi abbastanza recenti non si erano mai avute informazioni certe. Anzi, si trovano spesso all’interno già degli autori medievali delle attribuzioni e delle false informazioni relative a questo autore. In particolare, di Ugo si disse che era stato nominato cardinale nel 1144 da papa Innocenzo II e per molto tempo fu considerato un monaco benedettino dell’abbazia di Saint-Pierre di Corbie, luogo in cui in realtà si era solo formato in giovane età.

## Opere
Le opere di Ugo non possono essere collocate cronologicamente con esattezza, ma si situano tutte intorno alla metà del XII sec. e dopo il 1132, anno della sua nomina a priore di Saint-Nicolas. Questo emerge dal tono paternalistico che suggerisce come Ugo dovesse trovarsi in una situazione di superiorità e comando.

### De claustro animae
Il De claustro animae è considerata la più importante opera di Ugo di Fouilloy, composta presumibilmente entro il 1149. La rilevanza di questo testo è testimoniata anche dalla folta tradizione manoscritta nella quale compare un codice, il ms. Paris, BnF, lat. 13417, probabilmente composto sotto la sorveglianza dell’autore a Saint-Laurent-au-Bois in anni compatibili con la vita di Ugo. Le ragioni della composizione del testo si legano alla nomina di Ugo ad importanti ruoli di potere: il priore, resosi conto dello stato morale in cui si trovava il monastero, decise che era necessario comporre un’opera didattica che redarguisse i monaci dal male e li conducesse verso la via della salvezza.

#### Composizione
Da una serie di indizi interni al testo e soprattutto dai prologhi si può ricavare che i vari libri non furono probabilmente scritti nell’ordine con cui si presentano nella versione definitiva e che vennero solo in un secondo momento riuniti in un unico testo. L’ordine di composizione dovrebbe essere stato II, III, I, IV; secondo alcuni studiosi al testo completo venne poi aggiunto un quinto libro che era in realtà un’altra opera di Ugo di Fouilloy, il De hypocrita. Tutti i libri presentano anche una struttura interna molto coesa fatto che li rende autonomi gli uni dagli altri tanto che alcuni libri nella tradizione presentano dei titoli propri.

#### Contenuto e struttura
Il De claustro, all’interno di una cornice allegorica e moralizzante, nasce con l’intenzione di presentare i pregi della vita claustrale e di porsi come insegnamento per i giovani monaci o canonici, ponendosi quindi con quel forte intento didattico che permea tutta la produzione di Ugo di Fouilloy (Ugo dice spesso nelle sue opere di scrivere ad aedificationem claustralium). I valori su cui più di tutti punta Ugo sono quelli cristologici della povertà e dell’umiltà, le vere qualità del religioso che sono a fondamento di quella riforma della Chiesa che deve partire proprio dai più umili esponenti della gerarchia ecclesiastica. Conta però sottolineare che l’atteggiamento di Ugo rifugge una qualsiasi eccessiva rigidità e severità, ma anzi si pone in modo propositivo per ispirare nuovi ideali di comportamento ai suoi subordinati. La lettura allegorica del chiostro, che segue una più puntuale descrizione reale di questo e della sua organizzazione, però non solo analizza l’ambiente fisico come un’immagine dell’anima, ma pone lo stesso come luogo ispiratore di una riforma morale.
Dal prologo del primo libro possiamo ricavare delle informazioni aggiuntive rispetto a quelle che sono le modalità di costituzione dell’opera. L’autore si rivolge, come topicamente accadeva nelle opere claustrali, a un confratello (frater amantissime) che gli avrebbe chiesto di scrivere un’opera per la comunità; inoltre l’autore fin da subito palesa di aver compiuto un lungo lavoro di studio che lo ha portato a rielaborare sotto forma di un unico testo una pluralità di fonti. Nel prologo non si fa riferimento a nessuna situazione particolare, ma anzi si cerca di mantenere una certa generalizzazione che permetta l’utilizzo del trattato in tutti i contesti possibili; anche per questo l’autore fin da subito invoca la volontà dell’anonimato, fatto che effettivamente poi portò alle scorrette attribuzioni di cui si è detto sopra.
L’opera si suddivide in quattro libri, ognuno dei quali preceduto da un prologo:
- Libro I: Ugo presenta quelle che sono le quattro possibili cause di tentazione per un monaco e i modi con i quali il diavolo avanza le sue false promesse (cap. 1-7); si passa poi alla trattazione dei nove benefici della vita comunitaria (cap. 8-16). In questo modo oltre a mettere in guardia i giovani discenti dai possibili mali, Ugo mostra i pregi della chiusura in monastero e dell’allontanamento dal secolo.
- Libro II (o De aedificatione claustri materialis): qui l’autore presenta le caratteristiche del chiostro materiale e della sua organizzazione interna (cap. 1-10). Si affrontano allora delle considerazioni sul numero dei confratelli, sull’organizzazione del lavoro, sulla preparazione del cibo, sulle strutture architettoniche del chiostro, sugli abiti dei monaci e sull’organizzazione interna della società monastica. In seguito (cap. 11-22) vengono presentate le intemperanze all’interno del chiostro: un’alimentazione troppo ricca, le liti, l’ozio, degli abiti troppo sontuosi, …
- Libro III (o De claustro spirituali): in questo libro troviamo un cambiamento di prospettiva e l’andamento si fa più allegorico e spirituale. Ugo passa alla descrizione del chiostro interiore (cap. 1-10) presentando una lettura allegorica delle varie parti del chiostro per poi specificamente passare a una lettura dello stesso tipo riferita al Tempio di Salomone.
- Libro IV: dopo alcuni capitoli dedicati alla confessione (cap.1-5), si passa all’analisi allegorica della città di Gerusalemme che diviene la Gerusalemme celeste, preannuncio della gloria dei cieli a cui il religioso deve mirare come luogo di eterna contemplazione.

Ognuno dei libri risponde a uno dei livelli di lettura dell’esegesi cristiana: il primo libro propone una lettura storica, il secondo una lettura morale o tropologica, il terzo una lettura mistica e il quarto una lettura anagogica.

#### Fonti e modelli
I toni di denuncia di Ugo nei confronti dei cattivi comportamenti dei religiosi sono particolarmente forti e traggono ispirazione dalle invettive di Ugo di San Vittore e di Bernardo di Chiaravalle, che divengono spesso fonti citate letteralmente o attraverso una rielaborazione che renda più coeso e omogeneo il dettato. Moltissime sono ovviamente le fonti bibliche e patristiche, ma anche quelle a lui più coeve che ci testimoniano un autore attento alla tradizione, ma anche alla cultura del suo tempo.

#### Tradizione e fortuna successiva
L’opera gode di una vastissima tradizione (si contano fino a 350 manoscritti) ed ebbe infatti un grandissimo successo nei secoli successivi. Il De claustro infatti, ponendosi nell’ambito della diffusa riforma della Chiesa, venne ben accolto dai vari ordini monastici soprattutto a partire dal XV sec. Furono soprattutto i domenicani a farsi portatori del messaggio di Ugo e molti furono i florilegi che compaiono nelle opere scritte dagli appartenenti a quest’ordine; fra di essi ricordiamo la rielaborazione di Vincenzo di Beauvais nel suo Speculum Historiale.

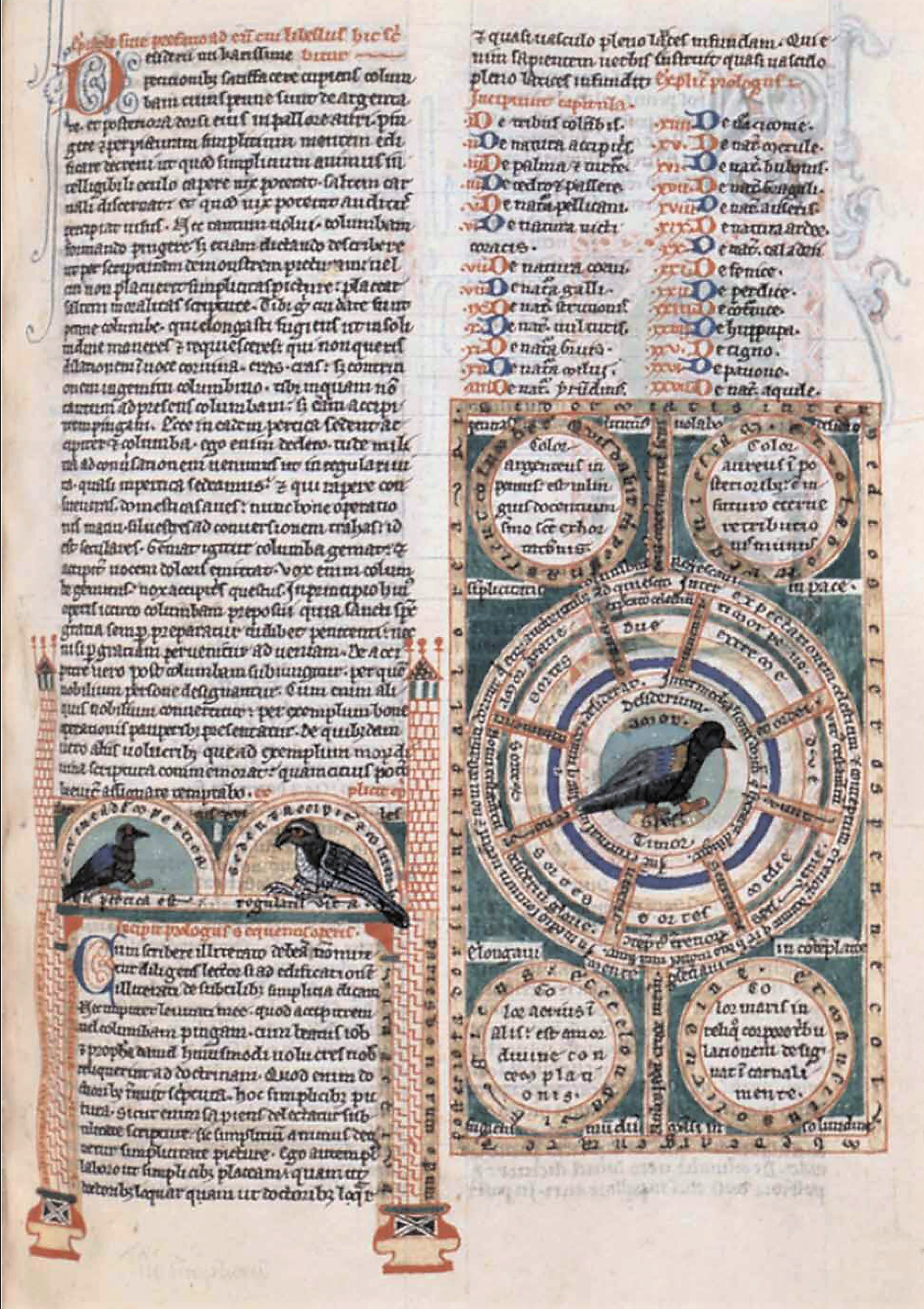
Il prologo del De avibus nel ms. Cambrai, Médiatèque Municipale, A259.

### De avibus
Insieme al De claustro animae, il De avibus è l’altra opera più importante e diffusa di Ugo. La datazione del testo si colloca fra i tardi anni ’30 e i primi anni ’40 del XII sec. Il trattato si inserisce nell’alveo di un genere ben definito della letteratura medievale quale è quello dei bestiari, opere nelle quali partendo dalla descrizione della natura comportamentale e fisica dei vari animali si definisce una lettura allegorica e moralizzante. La particolarità e unicità del testo risiede però nel fatto che l’autore prende in considerazione solo gli uccelli. Qui, come sarà poi anche in tutta l’opera di Ugo di Fouilloy, l’intento didattico è ancora predominante e come sempre si rivolge in primo luogo a un pubblico ben definito ovvero quello dei conversi, i canonici che pur vestendo gli abiti monacali non hanno preso i voti religiosi e mantengono dunque lo stato laicale. La destinazione monastica è evidente anche nel contenuto, costituito da lezioni di comportamento e pensiero cristiano che vanno oltre l’analisi sistematica dei volatili.
Il De avibus è conosciuto nella tradizione anche con titoli alternativi derivati in particolar modo dalle miniature iniziali che avviano un apparato iconografico ben definito e strutturato, già di volontà dell’autore (cfr. Illustrazioni). Altri titoli sono dunque De columba deargentata, De tribus columbis, Aviarium, De natura avium o Libellus quidam ad Rainerum conversum cognomine Corde Benignum (quest’ultimo titolo dal nome del dedicatario).

#### Contenuto e struttura
All’interno del prologo si viene a sapere che Ugo scrive a un certo Rainerus, un ex cavaliere che ha deciso di entrare in monastero diventando converso. Ai conversi, non particolarmente colti essendo entrati in monastero in età adulta, venivano solitamente affidati lavori umili e manuali; questo non significa però che non dovessero essere avviati a un’educazione monastica e quello che Ugo si prefigge è proprio questo. Il pubblico di Ugo quindi è dichiaratamente quello degli illetterati. Ugo dice poi che spiegherà e illustrerà quello che il suo confratello gli ha chiesto e per farlo fa riferimento esplicito all’utilizzo delle immagini che effettivamente decorano molti dei manoscritti sopravvissuti.
Il De avibus può essere suddiviso in due parti, ognuna con le proprie caratteristiche e la propria struttura interna.
La prima parte, composta da 60 capitoli, è quella più originale e che deve molto all’esegesi compiuta da Ugo stesso. La trattazione per 11 capitoli parte dalla spiegazione del versetto 14 del Salmo 67 («Non restare a dormire nei recinti! Splendono d’argento le ali della colomba, di riflessi d’oro le sue piume»). Si espone poi una presentazione allegorica dei venti e in particolare dei venti del nord e del sud; poi si tratta del falcone e si presenta l’immagine del volatile che cambia le sue penne al vento. Infine vengono analizzate allegoricamente le immagini della tortora che nidifica nella palma e dei passeri che trovano rifugio nel cedro del Libano.
L’immagine della colomba nel trattato è fondamentale soprattutto messa in relazione con il falcone: Ugo si presenta come uomo di chiesa e quindi come una colomba mentre il suo interlocutore, il cavaliere convertito, è raffigurato come un falcone; i due uccelli sono però posti sullo stesso trespolo, a rappresentare un percorso di trasformazione e redenzione. La colomba per Ugo, com’era consueto nella tradizione cristiana, è il simbolo della mansuetudine, dell’assenza di malizia e dell’amore per la comunità monastica di appartenenza; insomma è il modello da seguire per il buon ecclesiastico. Inoltre, la colomba nel trattato appare trigemina in quanto rappresentazione dei personaggi biblici di Noè, David e Cristo e delle loro rispettive caratteristiche morali che anche il monaco deve seguire: il non peccare, l’essere saldo nella fede, il ricercare la salvezza.
In questa sezione, che sviluppa un pensiero complesso e unitario, ci si concentra soprattutto sulla trasformazione religiosa dell’individuo e sulla progressione spirituale attraverso la quale bisogna passare per entrare nella comunità religiosa a partire dallo stato laicale. Questa progressione trova anche una sua progressione iconografica e si sviluppa su vari punti:
1. entrata nel mondo clericale (raffigurata attraverso l’immagine del portale);
2. raggiungimento della perfezione (raffigurata dalla colomba);
3. scelta fra la via del bene e quella del male (raffigurata dal falcone);
4. presentazione delle due prospettive che sono quelle della vita eremitica (rappresentata dalla tortora) e della vita cenobitica (rappresentata dai passeri), quella su cui punta Ugo[14].

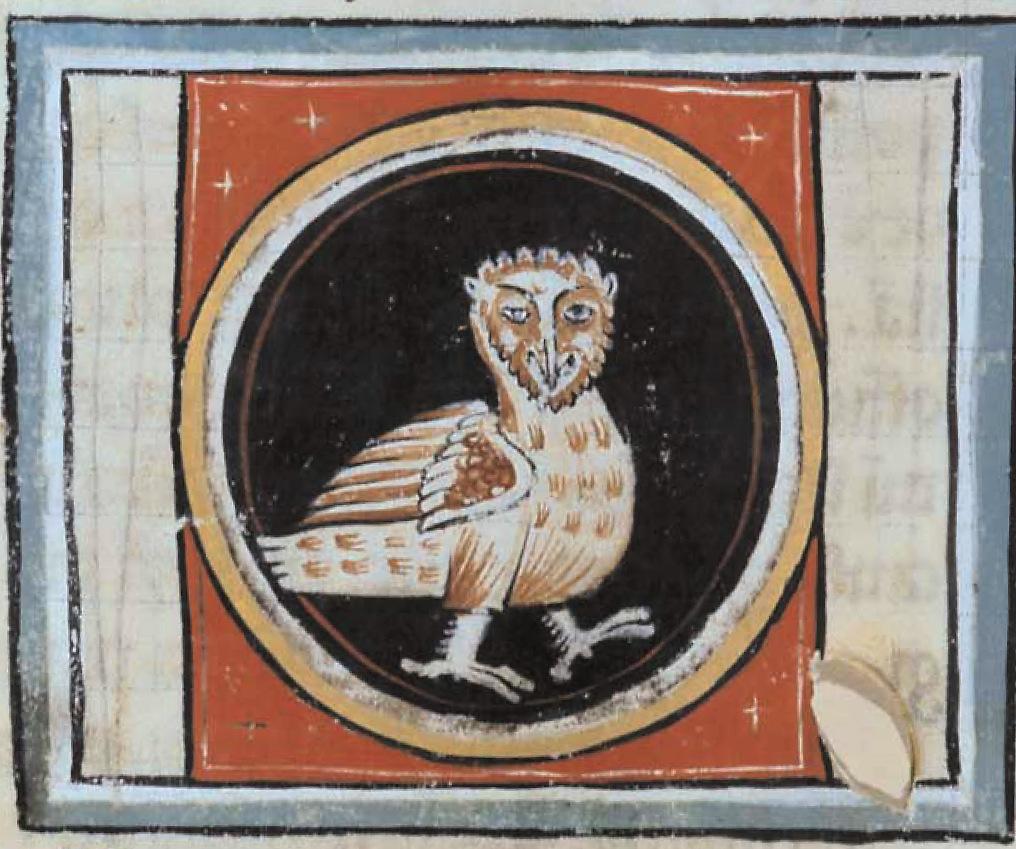
Miniatura del gufo dal ms. Cambrai, Médiatèque Municipale, A259

La seconda parte è quella meno originale e abbastanza compilativa nella quale Ugo attraverso 23 capitoli espone le caratteristiche e la lettura esegetica di altrettanti uccelli. La scelta di questi non è casuale ed è circoscritta a quelli citati nella Bibbia e appartenenti per la maggior parte anche al contesto europeo in modo da essere più vicino alla sensibilità dei suoi lettori, per la maggioranza illetterati. Alcuni degli uccelli extra-europei oppure legati all’immaginario fantastico che vengono nominati, come la fenice, erano però conosciuti attraverso il folklore e le tradizioni orali. La lettura che si dà di questi animali è fra le più varie e possono essere visti sia positivamente (come nel caso della cicogna) sia negativamente (come nel caso del gufo). La caratteristica propria dell’analisi di Ugo è però quella di concentrarsi molto sul peccato umano e sul suo peso nel creato: non è per esempio il gufo che con il suo comportamento spinge l’uomo al peccato, ma è vero il contrario e questo sprona il lettore a rendersi conto della gravità del male stesso.
In questa sezione ci si concentra su quello che deve essere il comportamento del pubblico monastico (aiutare gli infermi e i malati, essere caritatevoli, resistere alle tentazioni e all’orgoglio, essere casti e puri).

#### Fonti e modelli
Moltissime sono le fonti utilizzate da Ugo nella stesura del testo. Se nella prima parte è predominante l’uso delle citazioni bibliche anche per l’originalità di questa sezione dell’opera, nella seconda parte troviamo una molteplicità di fonti che spesso vengono riprese anche letteralmente formando in un certo senso una sezione antologica. Fondamentale è la conoscenza dei padri della Chiesa fra cui spicca Gregorio Magno e i suoi Moralia in Iob, uno dei testi più utilizzati da Ugo anche in altri contesti vista l’importanza dell’autore in ambiente agostiniano. Fra gli enciclopedisti troviamo invece Isidoro di Siviglia e Rabano Mauro, ma anche fonti antiche che trattavano degli animali come Plinio, Eliano e Varrone. Anche le favole di Esopo si presentano come un modello ben collaudato già all’interno delle scuole e dunque passibile di imitazione quanto meno nello sviluppo e nell’idea di fondo. Ovviamente Ugo dovette utilizzare come fonte uno dei bestiari più diffusi nel medioevo nonché il capostipite del genere, il Physiologus e nello specifico la cosiddetta versione BIs, una versione che rispetto all’originale greco era già stata ampliata e a cui era stato aggiunto l’impianto informativo isidoriano.
Non mancano però numerose informazioni derivate dal folklore e dalle credenze popolari, dagli exempla cristiani e dall’esperienza e dall’osservazione diretta dello stesso Ugo tanto che effettivamente non tutte le notazioni sugli uccelli hanno un intento moraleggiante.

#### Illustrazioni
La rappresentazione iconografica nel De avibus è fondamentale e, anche se non tutti i manoscritti presentano delle miniature (quelli illustrati sono solo 61 su 128 e di questi solo 19 presentano il programma iconografico completo), dal prologo e dallo sviluppo della tradizione capiamo che dovevano fare parte del progetto autoriale:
«Desiderii tui, carissime, petitionibus satisfacere cupiens, columbam cuius pennae sunt deargentatae et posteriora dorsi eius in pallore auri pingere et per picturam simplicium mentes aedificare decrevi, ut quod simplicium animus intellegibili oculo capere vix poterat, saltem carnali discernat; et quod vix poterat auditus percipiat visus. Nec tantum volui columbam formandi pingere sed etiam dictando describere ut per scripturam demonstrem picturam.» [Trad. Desiderando soddisfare i tuoi desideri, carissimo amico, ho deciso di dipingere la colomba le cui ali sono argentate e le parti posteriori del dorso sono in oro pallido, e attraverso l’immagine istruire le menti della gente semplice in modo che ciò che l’intelletto della gente semplice può appena comprendere con l’occhio della mente possa essere compreso con l’occhio fisico. Desideravo non solo dipingere fisicamente la colomba, ma anche descriverla con le parole affinché attraverso la scrittura si potesse rappresentare l’immagine]
La lezione che Ugo riprende, e che poi verrà sfruttata anche in altre sue opere, è quella di Gregorio Magno che indicava come miglior metodo di insegnamento quello nel quale si sviluppano immagini semplici e concrete che anche i meno dotti possano comprendere in vista di uno sviluppo morale. Questa motivazione spiega anche la presenza di immagini in un autore che aveva anche abbracciato i moti iconoclasti del suo secolo legati all’ambiente cistercense.
Le immagini possono essere di due tipi. Se nella seconda parte le miniature raffigurano semplicemente gli animali di cui si parla e hanno quindi scopo illustrativo, nella prima parte costituiscono la struttura della pagina e servono a spiegare meglio il significato generale del testo. A delle miniature annotate si alternano dunque dei diagrammi illustrati dal forte significato didattico e che formano un insieme integrato.
Non possedendo un autografo dell’opera l’apparato iconografico originario non è certo, ma gli studi sulla tradizione mostrano come siano i manoscritti nei quali il testo e l’immagine sono più intimamente legati a darci una testimonianza veritiera di quella che doveva essere l’idea di Ugo. In questo senso uno dei testimoni più importanti è il ms. Cambrai, Médiatèque Municipale, A259.

#### Tradizione
Il De avibus ebbe una tradizione molto vasta e oggi ci sono conservati 128 manoscritti di cui 61 illustrati. La maggior parte di questi è collegata ad altre opere, spesso bestiari in modo da completare la trattazione molto specialistica di Ugo oppure altre opere dello stesso autore e in particolare il De claustro animae. L’opera ebbe grande diffusione soprattutto in ambiente cistercense proprio per i legami che Ugo aveva con questo ordine e con Bernardo di Chiaravalle anche in termini di similarità di dottrina (povertà, ritorno a una vita più spirituale, ripresa del modello cristologico).
Il De avibus divenne oggetto anche di vari volgarizzamenti di cui possediamo due esemplari: uno è una traduzione francese e l’altra, anche se solo frammentaria, in portoghese.

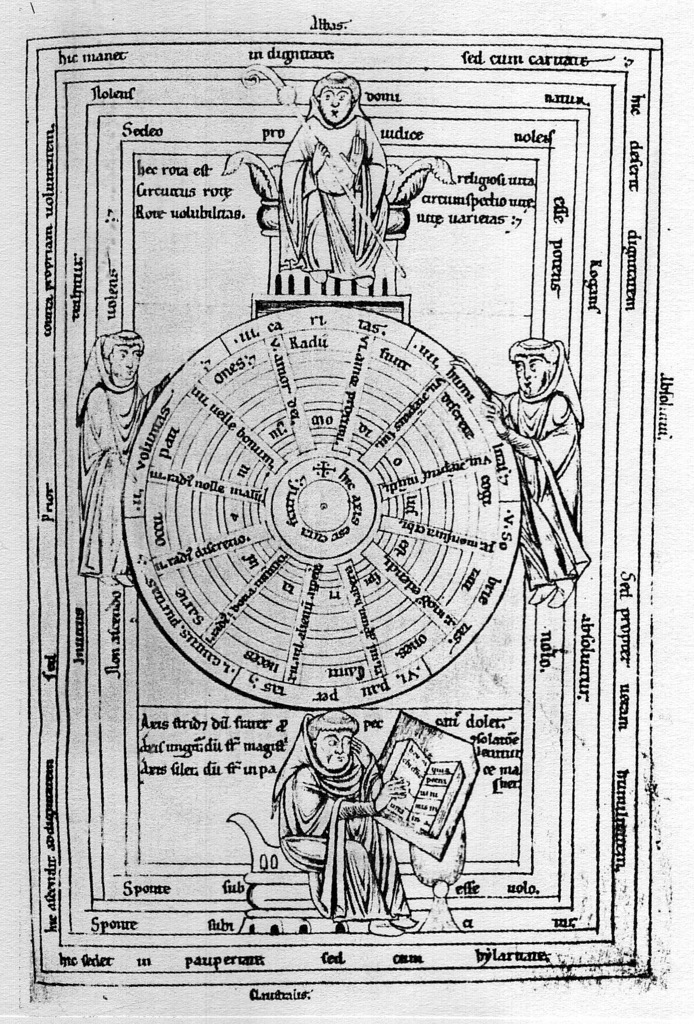
La miniatura del buon monaco e del buon abate nel De rota verae et falsae religionis dal ms. Heiligenkreuz, Stiftbibliothek, 266, f.149r. (XII sec.)

### De rota verae et falsae religionis
Il De rota verae et falsae religionis cerca di presentare in due libri le virtù di un buon abate e monaco e i vizi in cui cadono coloro che intraprendono la via spirituale solamente per riceverne vantaggi e potere. Il testo, come si può ricavare dal prologo del primo libro, è indirizzato a un amico di Ugo, reale o fittizio che sia, che si trova nella situazione di dover decidere se accettare oppure rifiutare la carica di guida di una vasta comunità monastica. La situazione appare quindi simile a quella che l’autore aveva dovuto affrontare quando era diventato priore di Saint-Nicolas.
Tutto il trattato parte da due miniature che aprono ciascuno dei due libri e che ne costituiscono i primi due capitoli; la funzione dell’immagine è quindi fondamentale per comprendere il testo. Ispirandosi all’immagine della ruota della fortuna Ugo cataloga, attraverso una complessa e talvolta imperfetta simbologia, i vizi e le virtù monacali. Intorno alla ruota si alternano le varie fasi della carriera monastica: come dice l’autore nel prologo infatti la vita del religioso gira come una ruota e dall’essere monaco si può passare a ricevere l’onore dell’elezione.
Attraverso l’utilizzo di queste immagini, facenti parte integrante del progetto autoriale, Ugo mira evidentemente a uno scopo didattico e didascalico. La sviluppo degli argomenti avanza poi sulla base delle miniature stesse con una serie di capitoli che trattano delle varie componenti della ruota e quindi delle caratteristiche ad esse collegate. Il De rota si presenta nel complesso abbastanza confuso e asimmetrico nella struttura dei capitoli con un impianto iconografico e rappresentativo talvolta incoerente e poco sistematizzato.
Fra le fonti principali del testo ricordiamo soprattutto i Moralia in Iob di Gregorio Magno e la Regula pastoralis dello stesso autore, base importante per gli ultimi capitoli dell’opera.
La tradizione delle opere meno diffuse di Ugo non è ancora stata studiata. I manoscritti del De rota verae et falsae religionis finora scoperti sono 37:
- Arras, Médiathèque municipale, 343
- Basel, Öffentliche Bibliothek der Universität, A. XI. 71
- Bamberg, Staatsbibliothek, Theol. 233/Q V 26
- Brugge, Grootseminarie, 89/54
- Bruxelles, Bibliothèque royale de Belgique, II 1076 (1491)
- Bruxelles, Bibliothèque royale de Belgique, II 936 (1490)
- Cambrai, Bibliothèque municipale, B 211 (206)
- Cambridge, Corpus Christi College, Parker Library, 164
- Cambridge, University Library, 1151
- Chantilly, Bibliothèque et Archives du Château, XIX B1
- Charleville-Mézières, Médiathèque Voyelles, 47
- Charleville-Mézières, Médiathèque Voyelles, 86
- Charleville-Mézières, Médiathèque Voyelles, 89
- Cremona, Biblioteca statale, 199
- Heiligenkreuz, Stiftsbibliothek, 226
- London, British Library, Arundel 25
- London, Lambeth Palace Library, 107
- Melk, Stiftsbibliothek, Mell. 1737
- Namur, Musée Groesbeeck de Croix, 48
- Oxford, Bodleian Library, Bodley, 1273
- Oxford, Bodleian Library, Bodley, 1275
- Oxford, Bodleian Library, Bodley, 2091
- Oxford, Bodleian Library, Laud, Misc. 344
- Oxford, Bodleian Library, Laud, Misc. 345
- Oxford, Bodleian Library, Lyell, 71
- Paris, Bibliothèque nationale de France, latin, 2494
- Paris, Bibliothèque nationale de France, latin, 2495A
- Paris, Bibliothèque nationale de France, latin, 2495B
- Paris, Bibliothèque nationale de France, latin, 17468
- Pisa, Biblioteca Cateriniana del Seminario Arcivescovile, 52
- Pisa, Biblioteca Cateriniana del Seminario Arcivescovile, 55
- Saint-Omer, Bibliothèque municipale, 94
- Troyes, Bibliothèque municipale, 908
- Vaticano, Biblioteca Apostolica Vaticana, Reginensi latini, 262
- Vaticano, Biblioteca Apostolica Vaticana, Reginensi latini, 276
- Vaticano, Biblioteca Apostolica Vaticana, Rossiani, 378
- Zwettl, Stiftsbibliothek, 253.

### De nuptiis
Il De nuptiis è un trattato attraverso il quale Ugo cerca di convincere un amico ad abbandonare la volontà di sposarsi per intraprendere la strada della vocazione monastica. L’intento dell’opera è dunque quello di presentare in contrapposizione le nozze carnali, a cui è dedicato il primo libro, e le nozze spirituali, a cui è dedicato invece il secondo libro. Ugo per essere ancor più convincente sfoggia tutta una serie di topoi misogini che riprende dalla tradizione precedente e in particolar modo dalle opere di Girolamo e Giovenale, con la classica commistione di fonti classiche e patristiche. Nel testo trovano poi spazio tematiche esegetiche attraverso l’interpretazione del sacramento matrimoniale, della legge mosaica e di alcuni passi della Genesi.
La tradizione del De nuptiis è formata al momento da 33 manoscritti:
- Bordeaux, Bibliothèque municipale, 995.
- Bruxelles, Bibliothèque royale de Belgique, II 1076 (1491)
- Bruxelles, Bibliothèque royale de Belgique, II 952
- Cambrai, Bibliothèque municipale, A 259 (249)
- Cremona, Biblioteca statale, 199
- Namur, Musée Groesbeeck de Croix, 48
- Paris, Bibliothèque nationale de France, Arsenal, 499A (500 T. L)
- Paris, Bibliothèque nationale de France, Arsenal, 268B (502 T. L)
- Paris, Bibliothèque nationale de France, Arsenal, 550
- Paris, Bibliothèque nationale de France, Arsenal, 532 (581 Y. T. L)
- Paris, Bibliothèque nationale de France, Arsenal, 769A (11 J. L)
- Paris, Bibliothèque nationale de France, Arsenal, 550 (625 T. L)
- Paris, Bibliothèque nationale de France, latin, 2494
- Paris, Bibliothèque nationale de France, latin, 2495
- Paris, Bibliothèque nationale de France, latin, 2896
- Paris, Bibliothèque nationale de France, latin, 2922
- Paris, Bibliothèque nationale de France, latin, 2954
- Paris, Bibliothèque nationale de France, latin, 712
- Paris, Bibliothèque nationale de France, latin, 1009
- Paris, Bibliothèque nationale de France, latin, 12321
- Paris, Bibliothèque nationale de France, latin, 12327
- Paris, Bibliothèque nationale de France, latin, 14507
- Paris, Bibliothèque nationale de France, latin, 14512
- Pisa, Biblioteca Cateriniana del Seminario Arcivescovile, 52
- Pisa, Biblioteca Cateriniana del Seminario Arcivescovile, 55
- Praha, Archiv pražského hradu, Knihovna metropolitní kapituly, 653
- San Marino (USA), Huntington Library, HM 627
- Sevilla, Biblioteca Colombina, 7-2-21
- Tours, Bibliothèque municipale, 488
- Troyes, Bibliothèque municipale, 177
- Valenciennes, Bibliothèque municipale, 196 (188)
- Vaticano, Biblioteca Apostolica Vaticana, Rossiani, 378
- Vaticano, Biblioteca Apostolica Vaticana, Vaticani latini, 1047

### De medicina animae
Il De medicina animae è un trattato medico suddiviso in 22 capitoli che, come nel caso del De avibus e del De nuptiis, propone l’opposizione fra aspetto corporale e spirituale della vita declinata al tema delle malattie e delle cure. L’opera si presenta fin dal prologo come una seconda redazione stesa a memoria di un trattato che Ugo aveva già in precedenza scritto per un certo amico medico Giovanni; uno dei confratelli ritiene però che l’opera possa essere utile anche all’interno della sua comunità e a lui è quindi dedicato e indirizzato il testo.
Il De medicina animae rappresenta una summa del sapere medico medievale e classico attingendo da fonti sia patristiche che pagane. Alla base di tutto sta infatti la teoria degli umori e l’idea che il corpo umano sia un microcosmo che trova una sua corrispondenza perfetta nel macrocosmo che lo circonda; i malanni e le malattie derivano dallo squilibrio di questi umori (caratterizzati dalle proprietà di caldo/freddo e secco/umido) ed Ugo cerca di presentare delle cure.
«Homo microcosmus, id est minor mundus, appellari ab antiquis solet, quia per similitudinem majoris mundi figuram tenet. Potest autem assignari magna convenientia in compositione corporis humani et constitutione mundi. Unde coelum capiti, aer pectori, mare ventri, terra extremae corporis parti assimilatur.» [Trad. L’uomo è solito essere chiamato fin dagli antichi microcosmus ovvero “piccolo mondo” perché per similitudine contiene in sé l’immagine del mondo più grande. Una grande corrispondenza può essere trovata nella composizione del corpo umano e nella costituzione del mondo. Da ciò il cielo può essere assimilato alla testa, l’aria al petto, il mare al ventre, la terra alle estremità del corpo.]
«Quatuor sunt elementa mundi, ignis, aer, terra et aqua. Quatuor humores corporis humani, sanguis, cholera rubra, cholera nigra et phlegma. Quatuor vero tempora anni: ver, aestas, autumnus, hiems.» [Trad. Gli elementi del mondo sono quattro: fuoco, aria, terra e acqua. Quattro sono gli umori del corpo umano: sangue, bile rossa, bile nera e flegma. Quattro sono pure le stagioni dell’anno: primavera, estate, autunno, inverno.]
L’idea alla base per Ugo è che alla base dei malanni dell’anima ci siano i malanni del corpo e che così come possiamo prevenire i dolori fisici tenendo conto della costituzione di una persona così possiamo applicare gli stessi meccanismi di difesa all’anima tenendo conto della costituzione spirituale. Per questo il trattato è estremamente allegorico e moralizzante e pur esprimendosi sempre nei termini della fisicità vuole puntare soprattutto sull’aspetto morale.
Il De medicina animae ebbe una certa diffusione, anche se non ai livelli delle due opere maggiori; fino ad ora sono stati ritrovati 61 manoscritti.

### De pastoribus et ovibus
Il De pastoribus et ovibus è un trattato, probabilmente incompleto, indirizzato a un confratello nel quale Ugo si propone di descrivere due tipologie di mandrie, guidate rispettivamente da un buono o da un cattivo pastore: nel primo gruppo rientrano montoni, pecore e agnelli mentre nel secondo, caproni e piccole e grandi capre. Ad ognuno di questi animali viene poi allegoricamente collegato un determinato comportamento con una caratterizzazione positiva nel primo caso e negativa nel secondo. In generale possiamo notare come il tema trattato e il procedimento di esposizione sia il medesimo del De rota verae et falsae religionis con però un cambiamento dell’apparato allegorico e figurale.
Concettualmente all’interno dell’opera si possono individuare quattro sezioni. Nella prima parte troviamo una descrizione dei gruppi sopra definiti attraverso una ripresa sistematica delle Bucoliche virgiliane che faranno effettivamente da sfondo a tutto il testo. Sembra quasi che Ugo approfitti dell’opportunità per dedicarsi a una vera e propria parafrasi di alcune egloghe virgiliane che vengono rielaborate e rilette alla ricerca di un significato cristiano. Fra le altre fonti citate troviamo però anche Columella e alcuni testi delle Sibille. Questa rielaborazione dei classici poggia sui commenti dei grandi padri della Chiesa fra cui emergono soprattutto Agostino e Gregorio Magno.
Nella seconda parte l’autore si dedica alla descrizione di alcuni esempi di buoni pastori tratti dalla Bibbia. A seguire, in una terza sequenza, troviamo una digressione entro la quale, dopo aver detto di voler introdurre alcuni esempi di pastori pagani, si scaglia aspramente contro i falsi dei e i culti antichi seguendo il modello delle Divinae Institutiones di Lattanzio.
Infine Ugo giunge a trattare del tema anticipato in precedenza attraverso le figure dei virgiliani Melibeo, Titiro, Menalca e Dameta (ripresi in coppia rispettivamente dalla prima e dalla terza egloga).
Nel complesso sembra che Ugo costruisca una grande digressione letteraria all’interno della quale i classici vengono riletti, in uno spirito spiccatamente medievale, tramite l’ausilio delle opere patristiche e cristiane: i personaggi della letteratura classica e in particolar modo virgiliani diventano lo spunto per parlare di questioni monastiche. Ugo non è fine intellettuale ed è uno scrittore abbastanza mediocre per cui questo procedimento non è sempre ben riuscito e talvolta si configura come una superficiale comparazione.
Il De pastoribus et ovibus compare in 16 manoscritti:
- Bamberg, Staatsbibliothek, Theol. 233/Q V 26
- Brugge, Grootseminarie, 89/54
- Bruxelles, Bibliothèque royale de Belgique, II 1076 (1491)
- Cremona, Biblioteca statale,199
- Douai, Bibliothèque municipale, 370
- Los Angeles, J. Paul Getty Museum, XV.3
- Los Angeles, J. Paul Getty Museum, XV.4
- Namur, Musée Groesbeeck de Croix, 48
- Paris, Bibliothèque nationale de France, latin, 2494
- Pisa, Biblioteca Cateriniana del Seminario Arcivescovile, 52
- Pisa, Biblioteca Cateriniana del Seminario Arcivescovile, 55
- Saint-Omer, Bibliothèque municipale, 94
- Troyes, Bibliothèque municipale, 908
- Vaticano, Biblioteca Apostolica Vaticana, Reginensi latini, 290
- Vaticano, Biblioteca Apostolica Vaticana, Vaticani latini, 1042
- Vaticano, Biblioteca Apostolica Vaticana, Vaticani latini, 1047

Tra i manoscritti più antichi si rilevi il ms. Paris, BnF lat. 2494 (XII sec.) che contiene il De pastoribus et ovibus al seguito di altre opere di Ugo. Un'attribuzione certa dell’opera compare invece nel ms. Bruxelles, Bibliothèque royale de Belgique, II 1076 (XIII sec.).

### Altre opere
Fra le altre opere di Ugo ricordiamo:
- il prologo al Cartulario di Saint-Laurent-au-Bois, composto nel monastero per volere del nuovo priore e quindi dopo il 1152.
- l’Epistula Domini H. ad H., una lettera apologetica indirizzata a un non identificato domno H., un influente personaggio a cui Ugo chiede aiuto per declinare l’invito alla carica di abate di Saint-Denis[32].
- Il De hipocryta (o De simulatione) che si presenta come un aspro attacco in cinque capitoli contro la doppiezza.
- De constructione tabernaculi ad litteram

Alcune parti delle opere di Ugo circolarono anche come testi autonomi; è il caso per esempio del De duodecim abusivis claustri che è in realtà il libro II del De claustro animae.
Altri studiosi aggiungono anche una serie di altri brevi componimenti, ma serverebbero studi più approfonditi per poter dare un’attribuzione certa.

## Edizioni
Non per tutte le opere di Ugo di Fouilloy esistono delle edizioni critiche. Per i testi, spesso trascrizioni di particolari manoscritti, si faccia riferimento a:
- C. de Clercq, Le Liber de pastoribus et ovibus d'Hugues de Fouilloi, «Archivum latinitatis medii aevi (Bulletin du Cange)» 31, 1961, pp. 77–107.
- C. de Clercq,  Le Liber de rota verae religionis d'Hugues de Fouilloi, «Archivum latinitatis medii aevi (Bulletin du Cange)» 30, 1960, pp. 15–37.
- W.B. Clark, Hugh of Fouilloy’s Aviarium. The Medieval Book of Birds, Binghampton, New York, 1992 (Medieval and Renaissance Texts and Studies) (con traduzione inglese).
- Per il De avibus si veda anche Patrologia Latina 177, 13-56.
- Ugo di Fouilloy, La medicina dell'anima («De medicina animae»), ed. M. Serio, Torino, 1998 (con traduzione italiana e commento).
- Per il De medicina animae si veda anche Patrologia Latina 176, 1183-1202.
- Hugues de Fouilloy, De claustro animae, a cura di I. Gobry, Amiens, 1995 (con commento).
- Per il De claustro animae si veda anche Patrologia Latina 176, 1017-1182.
- Per il De nuptiis si veda Patrologia Latina 177, 1201-1218.